# Баричний градієнт
Бари́чний градіє́нт, градієнт атмосферного тиску — зміна тиску на одиницю віддалі в напрямі, перпендикулярному до ізобар. Числове значення градієнту дорівнює похідній від тиску по нормалі до ізобаричної поверхні. Швидкість вітру перебуває у прямій залежності від баричного градієнту.
Горизонтальна складова баричного градієнту розраховується на 111,1 км (тобто 1° меридіану), є однією з головних характеристик вітру і вимірюється у мілібарах. В Україні при сильному вітрі вона здебільшого становить 2,5—3,5 мб, іноді сягає 5 мб.
Вертикальна складова баричного градієнту в десятки тисяч разів більша і визначається на 100 м висоти.